# Frankfurti iskola

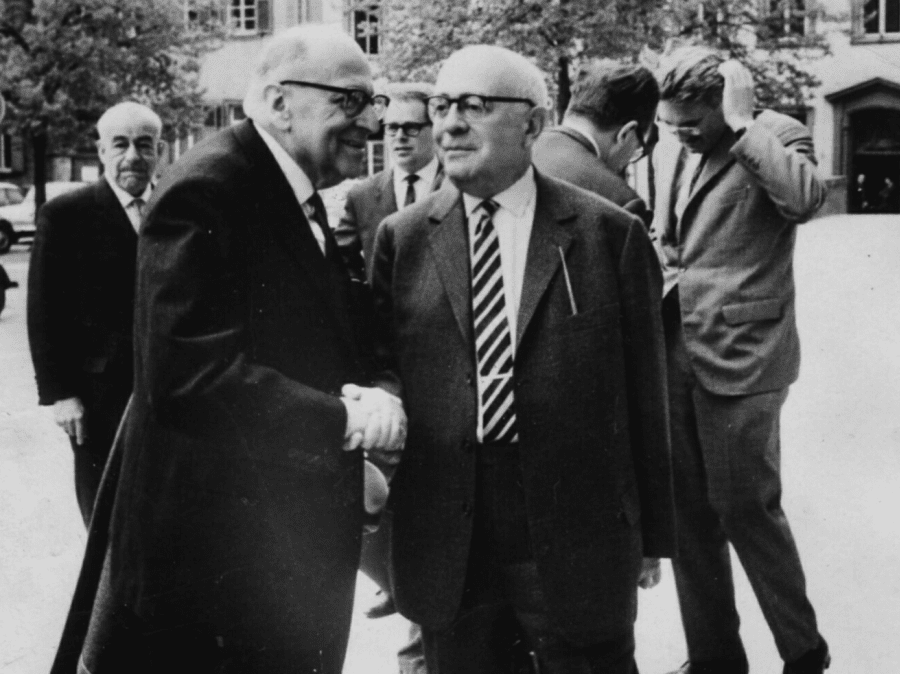
Max Horkheimer (elöl balra), Theodor Adorno (elöl jobbra), és Jürgen Habermas a háttérben, jobbra (Heidelberg, 1965)

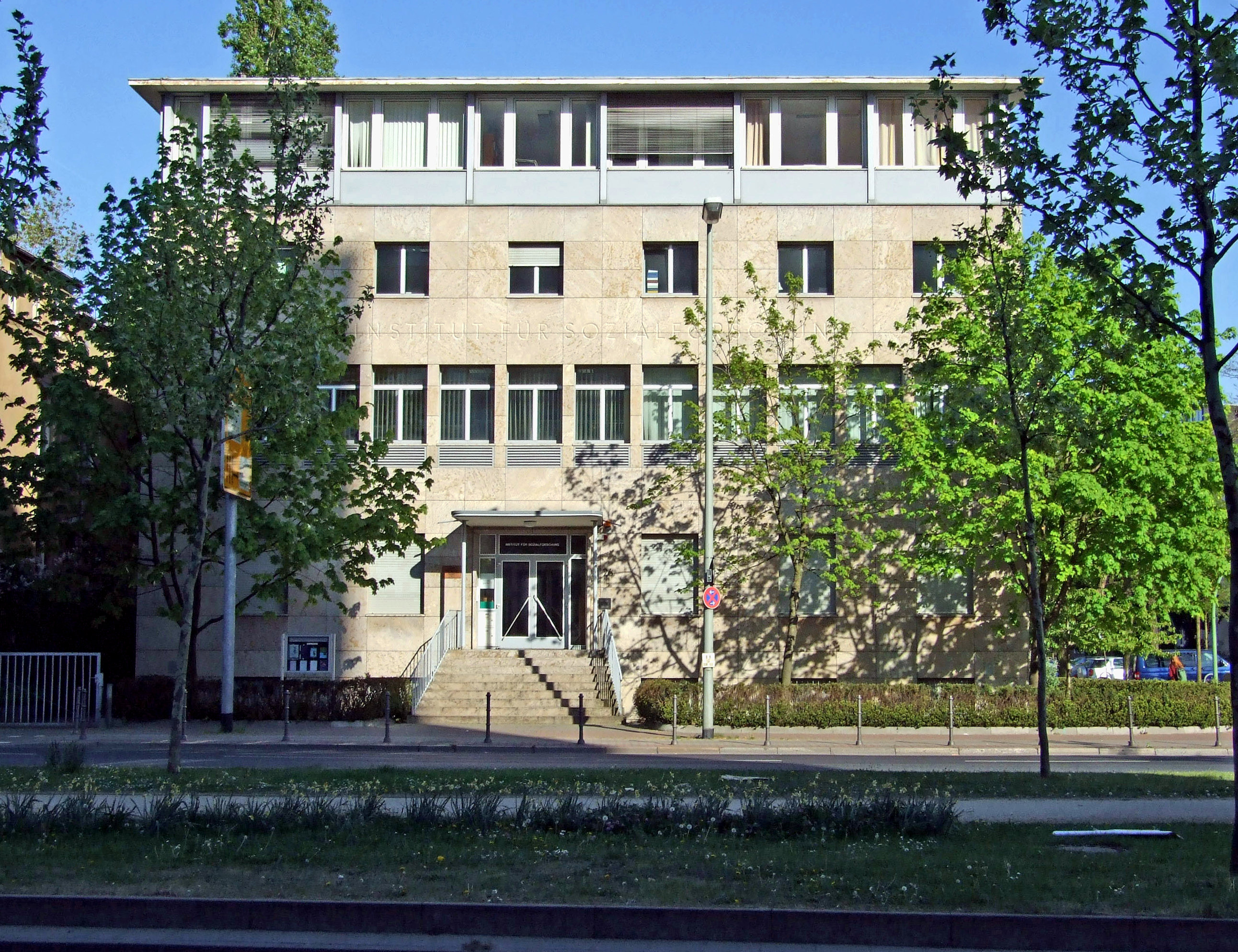
Az intézmény épülete Frankfurtban

A frankfurti iskola megnevezés a marxista alapú kritikai elméletet képviselő gondolkodók egy csoportjának és elméleteik megnevezésére használatos. Az „iskola” kezdetét az jelenti, amikor 1930-ban Max Horkheimer lett a Frankfurti Egyetem Szociológiai Intézetének (Institut für Sozialforschung) igazgatója. A (nem hivatalos) „frankfurti iskola” megnevezéssel illetett gondolkodók ugyanis valamennyien kapcsolatban álltak az Intézettel. Az iskola ugyanakkor sohasem intézményesült, inkább általánosan használják.  
Az „iskola” képviselői, elsősorban Theodor Adorno, Max Horkheimer, Walter Benjamin, Herbert Marcuse, Jürgen Habermas, Alfred Schmidt élesen bírálják a monopolkapitalista társadalmat, de elutasítják a szovjet mintájú szocialista fejlődés alternatíváját, s a konzumkultúrával a radikális avantgardizmust állítják szembe.